# Meg Mac
Meg Mac, pseudonimo di Megan Sullivan McInerney (Sydney, 6 luglio 1990), è una cantautrice australiana.

## Biografia

### 2013–2017: Esordi eLow Blows
McInerney ha iniziato a cantare già quando era molto piccola, cominciando a scrivere canzoni da adolescente. Ha abbandonato gli studi in Digital Media dopo essersi trasferita a Perth per studiare musica alla WA Academy of Performing Arts, conseguendo la laurea. Ha presentato la canzone Known Better al programma Unearthed della stazione radiofonica Triple J, venendo da loro trasmesso nelle radio.
L'esposizione iniziale su Triple J ha lanciato la carriera musicale di Mac. A luglio 2014 ha annunciato il suo primo tour nazionale per promuovere l'EP di debutto MegMac, pubblicato il 12 settembre dello stesso anno su etichetta littleBIGMAN Records e certificato disco di platino in madrepatria per le 70 000 copie vendute. Il singolo Roll Up Your Sleeves ha segnato il suo primo ingresso nella ARIA Singles Chart, classificandosi in 80ª posizione. Ha inoltre supportato i Clean Bandit in tournée.
Nel 2015 ha pubblicato il singolo Never Be, che ha raggiunto la 39ª posizione nella classifica dei singoli australiana. Agli ARIA Music Awards 2015 è stata candidata come Migliore artista femminile e Miglior artista esordiente.
A marzo 2017 è stato pubblicato Low Blows come primo singolo estratto dall'album in studio di debutto omonimo; è stato certificato disco di platino in Australia. Il disco è stato reso disponibile il 14 luglio ed ha debuttato al 2º posto della ARIA Albums Chart. È stato promosso dai singoli Maybe It's My First Time, piazzatosi 92° nella ARIA Singles Chart, e Don't Need Permession.

### 2018-presente:Hope

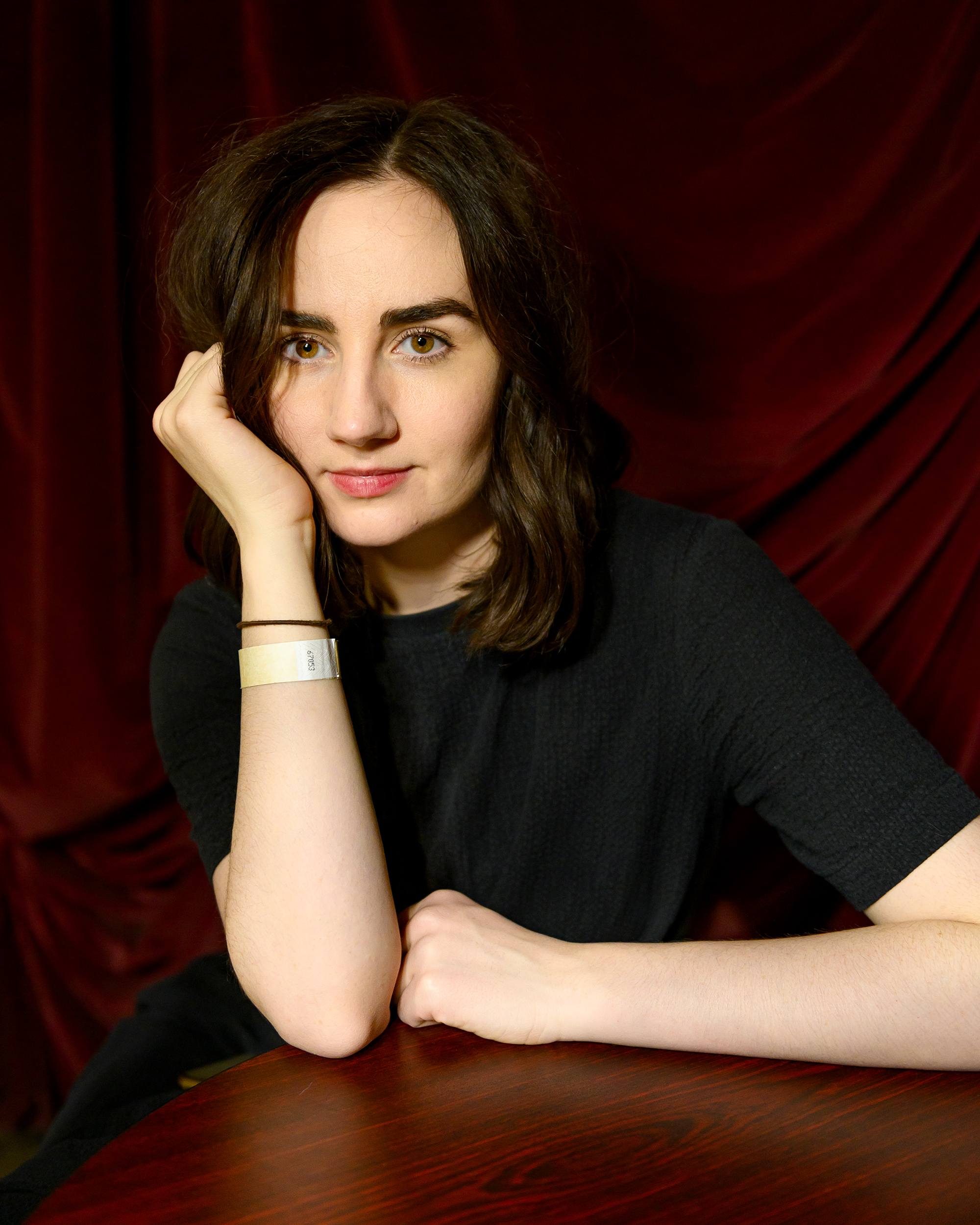
Meg Mac nel 2019

Ad ottobre 2018 la cantante ha pubblicato il singolo Give Me My Name Back come primo estratto dal secondo album in studio, dedicandolo «a coloro che hanno subito abusi emotivi e fisici; alle donne che stanno parlando delle loro esperienze, ai discriminati nella comunità LGBT, agli indigeni australiani e ai bambini maltrattati dalla chiesa. A tutti coloro che hanno perso una parte importante di se stessi e hanno bisogno di rivendicare la propria identità, dignità e autostima per andare avanti con la propria vita». Il progetto, intitolato Hope, è stato pubblicato il 7 giugno 2019 ed ha esordito in 9ª posizione nella classifica australiana dedicata agli album.

## Discografia

### Album in studio
- 2017 – Low Blows
- 2019 - Hope
- 2022 - Matter of Time

### Extended plays
- 2014 - Meg Mac

### Singoli

#### Come artista principale
- 2013 – Known Better
- 2013 – Every Lie
- 2014 – Roll Up Your Sleeves
- 2014 – Grandma's Hands
- 2015 – Never Be
- 2017 – Low Blows
- 2017 – Maybe It's My First Time
- 2017 – Don't Need Permission
- 2018 – Give Me My Name Back
- 2019 – Something Tells Me
- 2019 – I'm Not Coming Back
- 2019 – Hope

#### Come artista ospite
- 2018 – Reaction (con Dan Sultan)